# Спортінг (Лубанго)
Спортінг Клубе ду Лубанго або Спортінг (Лубанго) (порт. Sporting Clube do Lubango) — професіональний ангольський футбольний клуб з міста Лубанго, з провінції Уїла. Окрім футболу спортивний клуб також розвиває теніс, баскетбол, настільний теніс, тхеквондо і бокс.

## Історія клубу
Клуб був заснований 27 липня 1922 року під назвою «Спортінг Клубе да Са ді Бандейра» в колишній португальській колонії Ангола. Нинішнє місто Лубанго тоді мало портунальську назву «Са да Бандейра». Він був заснований під № 45, як закордонний філіал португальського клубу Спортінг (Лісабон).
Після здобуття незалежності Анголи в 1975 році, клуб досяг вершини в 1994 році, вийшовши до вищого дивізіону країни, Гіраболи. Після двох сезонів в Гіраболі «Спортінг» знову вилетів з вищого дивізіону по завершенні сезону 1996 року. Зараз клуб грає в провінційних чемпіонатах Уїли.